# Staatskapelle Berlin
La Staatskapelle Berlin è l'orchestra dello Staatsoper Unter den Linden a Berlino.

## Storia
L'orchestra fonda le sue radici al 1570, quando Gioacchino II di Brandeburgo stabilì un'orchestra alla sua corte. Nel 1701, l'affiliazione degli Elettori di Brandeburgo al re di Prussia ha portato alla denominazione dell'orchestra come "Königlich Preußische Hofkapelle" (Orchestra della Corte Reale prussiana), che consisteva di circa 30 musicisti. L'orchestra divenne affiliata all'Opera della Corte Reale, fondata nel 1742 da Federico II di Prussia. All'orchestra sono stati associati musicisti noti come Carl Philipp Emanuel Bach, Franz Benda e Johann Joachim Quantz.
Il primo concerto dell'Ensemble per un pubblico più vasto al di fuori delle corti reali è stata il 1 marzo 1783 presso l'Hotel Parigi, guidata da Johann Friedrich Reichardt, Kapellmeister del complesso. Dopo l'avvento di Giacomo Meyerbeer, come maestro di cappella, dal 1842, il ruolo dell'orchestra è stato ampliato inaugurando dei concerti annuali per gli abbonati. L'orchestra ha eseguito prime assolute di opere di Richard Wagner, Felix Mendelssohn ed Otto Nicolai.
Il Direttore musicale dell'orchestra, lo Staatskapellmeister, mantiene lo stesso posto con la Staatsoper Unter den Linden. L'attuale titolare è Daniel Barenboim dal 1992. Barenboim è stato nominato "direttore d'orchestra a vita" per l'ensemble dal 2000. Barenboim e l'orchestra hanno fatto diverse registrazioni per l'etichetta Teldec.

## Direttori stabili
- 1759-1775 Johann Friedrich Agricola
- 1775-1794 Johann Friedrich Reichardt
- 1816-1820 Bernhard Anselm Weber
- 1820-1841 Gaspare Spontini
- 1842-1846 Giacomo Meyerbeer
- 1848-1849 Otto Nicolai
- 1871-1887 Robert Radecke
- 1888-1899 Joseph Sucher
- 1899-1913 Richard Strauss
- 1913-1920 Leo Blech
- 1923-1934 Erich Kleiber
- 1935-1936 Clemens Krauss
- 1941-1945 Herbert von Karajan
- 1948-1951 Joseph Keilberth
- 1954-1955 Erich Kleiber
- 1955-1962 Franz Konwitschny
- 1964-1990 Otmar Suitner
- 1992-oggi Daniel Barenboim

## Discografia
- Beethoven: Symphonies Nos. 1-9 - Daniel Barenboim/Staatskapelle Berlin, 2000 Teldec
- Beethoven: Symphonies Nos. 7 & 8 - Daniel Barenboim/Staatskapelle Berlin, 2000 Teldec
- Beethoven: Symphony No. 9, Op. 125 "Choral" - Daniel Barenboim/Staatskapelle Berlin, 2000 Teldec
- Beethoven, Conc. pf. n. 1-5 - Barenboim/Staatskapelle Berlin, 2011 Decca
- Brahms, Conc. pf. n. 1-2 - Barenboim/Dudamel/Staatskapelle Berlin, 2015 Deutsche Grammophon
- Ciaikovsky Sibelius, Conc. vl. - Batiashvili/Barenboim/Staatskapelle Berlin, 2016 Deutsche Grammophon
- Elgar, Sinf. n. 1 - Barenboim/Staatskapelle Berlin, 2015 Decca
- Elgar, Sinf. n. 2 - Barenboim/Staatskapelle Berlin, 2013 Decca
- Elgar Carter Bruch, Conc. vlc./Conc. vlc./Kol Nidrei - Weilerstein/Barenboim/Staatskapelle Berlin, 2012 Decca
- Strauss: Elektra - Alessandra Marc/Daniel Barenboim/Deborah Polaski/Johan Botha/Staatskapelle Berlin/Waltraud Meier, 1994 Teldec
- Strauss, R., Vier letzte Lieder/Vita d'eroe (Live, 31/08/2014, Berlino, Philharmonie) - Netrebko/Barenboim/Staatskapelle Berlin, Deutsche Grammophon
- Wagner: Tannhäuser - Alfred Reiter/Chor der Deutschen Staatsoper Berlin/Daniel Barenboim/Dorothea Röschmann/Gunnar Gudbjornsson/Hanno Müller-Brachmann/Jane Eaglen/Peter Seiffert/René Pape/Staatskapelle Berlin/Stephan Rügamer/Thomas Hampson/Waltraud Meier, 2001 Warner - Grammy Award for Best Opera Recording 2003

## DVD & Blu-ray Disc
- Massenet, Manon (+ Documentario) (live, Berlino, 2007) - Barenboim/Netrebko/Villazón, Deutsche Grammophon
- Verdi, Trovatore - Barenboim/Netrebko/Domingo, 2014 Deutsche Grammophon